# Papilio veiovis
Espèce
Statut de conservation UICN

LC : Préoccupation mineure
Papilio veiovis ou Mime des Célèbes est une espèce de lépidoptères (papillons) de la famille des Papilionidae. L'espèce est endémique de l'île de Sulawesi (Célèbes) en Indonésie.

## Description
Le dimorphisme sexuel est faible. Au revers les ailes sont grisâtres, avec des veines marron foncé. L'aile antérieure est soupoudrée d'écailles marron foncé dans la partie apicale et près de la marge. L'aile postérieure n'a pas de queue. Elle est saupoudrées d'écailles marron foncé dans la partie marginale et porte un point orangé dans l'angle tornal.
Le revers est similaire mais il y a en plus du jaune le long de la marge intérieure de l'aile postérieure.

La tête et le thorax sont noirs avec des macules blanches tandis que l'abdomen est crème avec des bandes noires et une ligne noire sur le dessus.

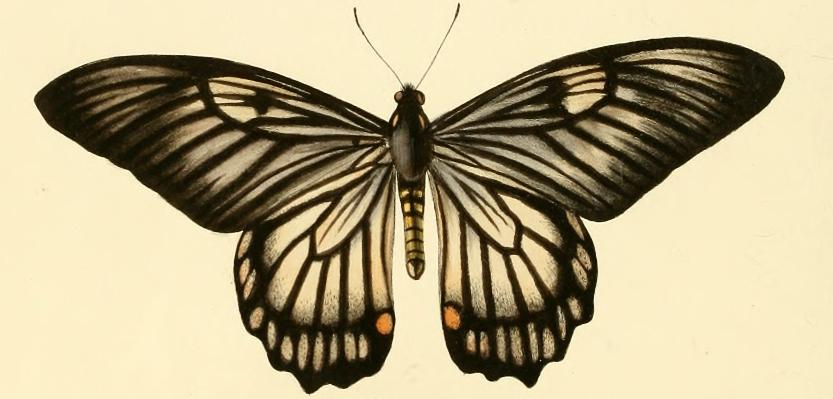
Papilio veiovis, avers (illustration).

## Écologie
L'écologie de cette espèce est mal connue et sa plante-hôte n'a pas été identifiée. Comme les autres espèces du genre Papilio, la femelle pond probablement ses oeufs sur la plante-hôte. les chenilles se nourrissent des feuilles de la plante-hôte, passent par cinq stades puis se changent en chrysalide.

## Habitat et répartition
Cette espèce est endémique de l'île de Célèbes (Sulawesi) en Indonésie, dans l'écozone Indomalaise. Elle e été localisée dans des aires protégées du sud de l'île et serait assez commune sur son aire de répartition. Elle fréquente les forêts des basses terres et de faibles altitudes.

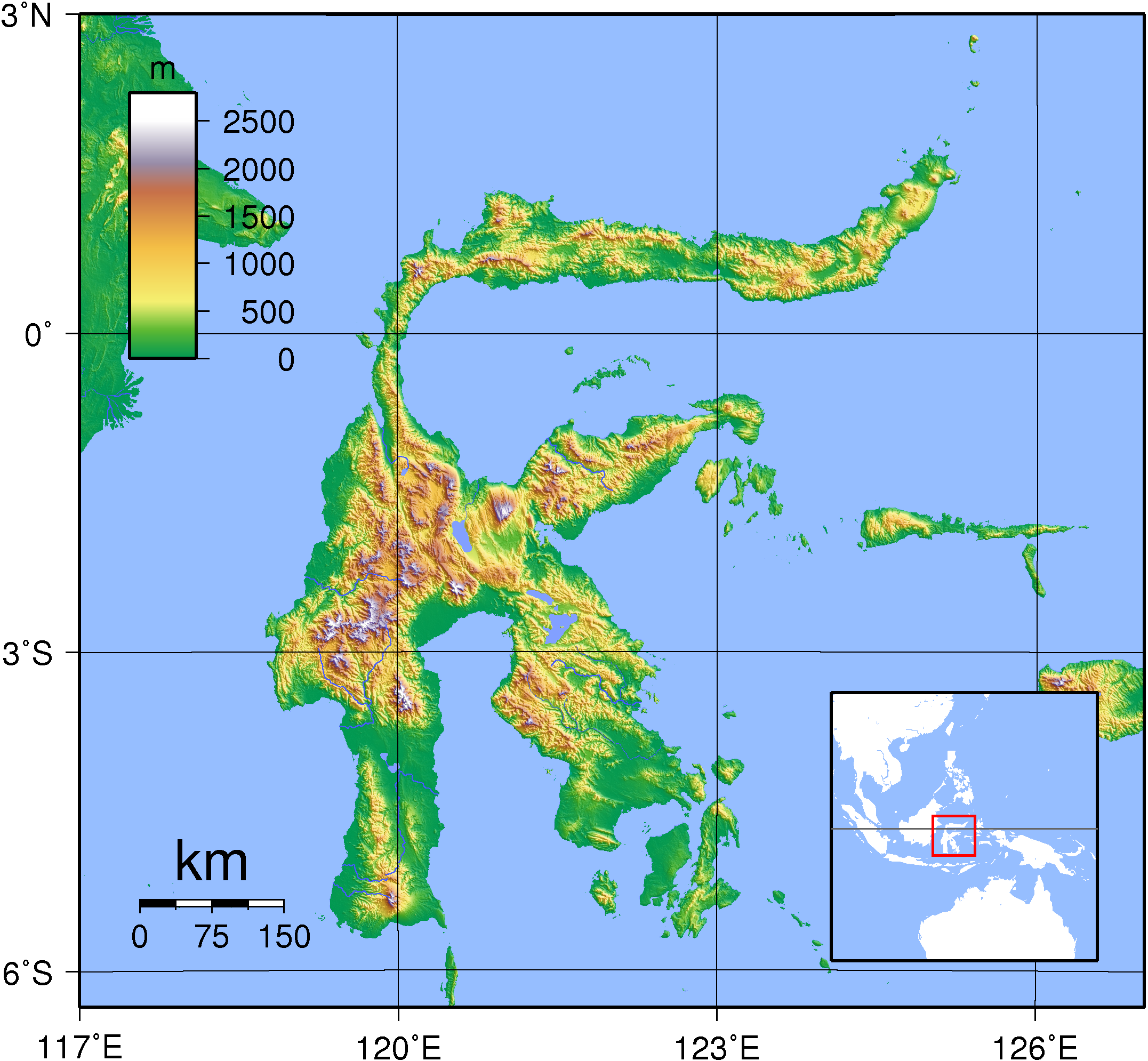
Carte de l'île de Sulawesi.
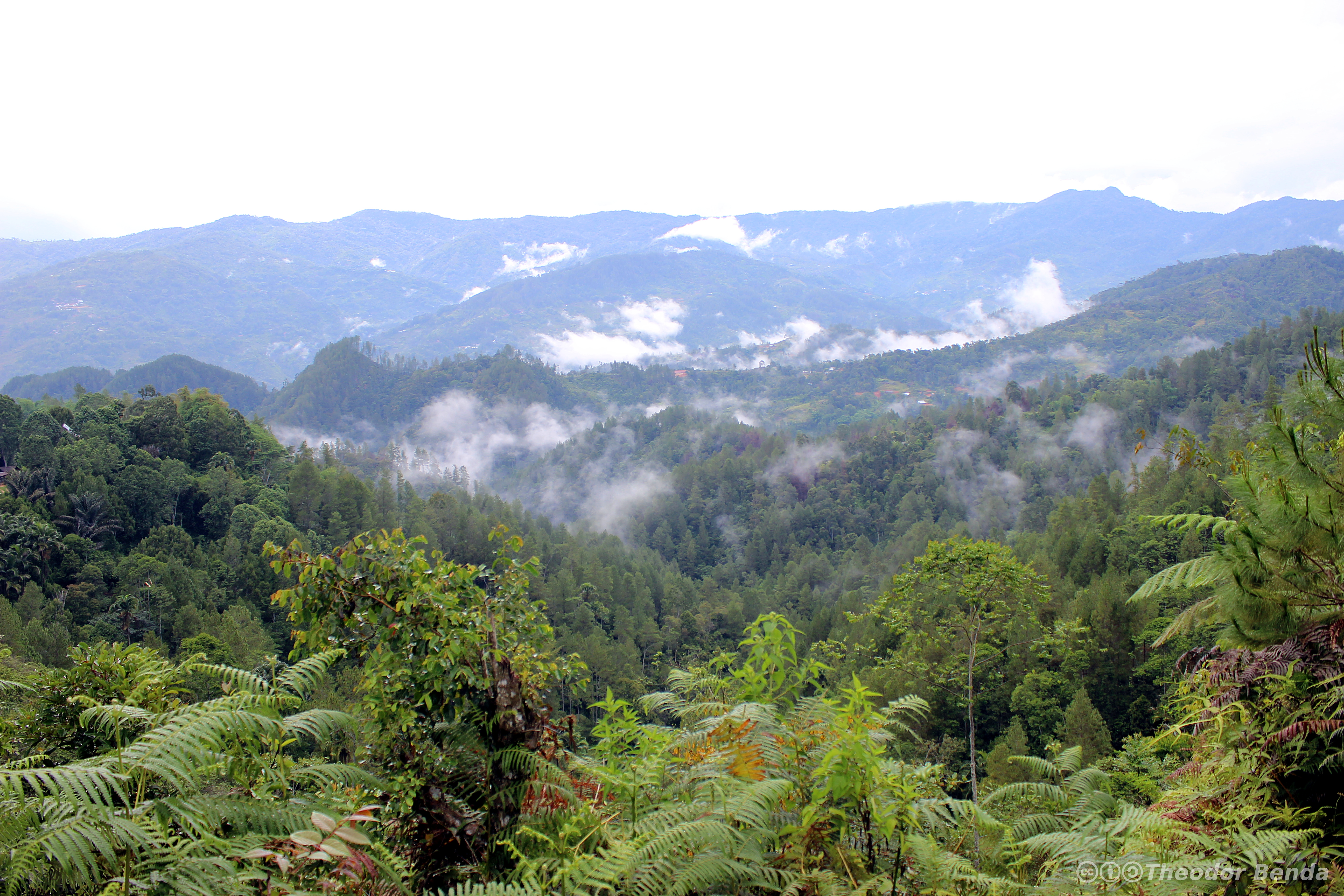
Forêts à Sulawesi.

## Systématique
Papilio veiovis a été décrit pour la première fois par William Chapman Hewitson en 1865 dans Illustrations of new species of exotic butterflies, à partir d'un spécimen de sa collection originaire de Menado (ou Manado). L'espèce est aussi appelée Chilasa veiovis.

## Papilio veioviset l'Homme

### Nom vernaculaire
Papilio veiovis est appelée "Sulawesi Mime" en anglais.

### Menaces et conservation
L'espèce est considérée comme "LC" (préoccupation minimale) par l'UICN. Son aire de répartition est relativement vaste et elle ne semble pas menacée. Néanmoins l'espèce est mal connue et il existe peu d'information sur son écologie et les menaces auxquelles elle pourrait être confrontée.